# Palluaud
Palluaud é uma comuna francesa na região administrativa da Nova Aquitânia, no departamento de Charente. Estende-se por uma área de 8,57 km². Em 2010 a comuna tinha 232 habitantes (densidade: 27,1 hab./km²).